# Lüganuse kommun
Lüganuse kommun (estniska: Lüganuse vald) är en kommun i landskapet Ida-Virumaa i nordöstra Estland. Kommunen ligger cirka 130 kilometer öster om huvudstaden Tallinn. Staden Kiviõli utgör kommunens centralort.
Den 27 oktober 2013 uppgick Püssi stad och Maidla kommun i Lüganuse kommun. Fyra år senare, den 21 oktober 2017 uppgick även Kiviõli stad och Sonda kommun i kommunen.

## Orter
I Lüganuse kommun finns två städer, tre småköpingar och 48 byar.

### Städer
- Kiviõli
- Püssi

### Småköpingar
- Erra
- Lüganuse (centralort)
- Sonda

### Byar
- Aa
- Aidu
- Aidu-Liiva
- Aidu-Nõmme
- Aidu-Sooküla
- Aruküla
- Arupäälse
- Aruvälja
- Erra-Liiva
- Hirmuse
- Ilmaste
- Irvala
- Jabara
- Koljala
- Koolma
- Kopli
- Kulja
- Liimala
- Lipu
- Lohkuse
- Lümatu
- Maidla
- Matka
- Mehide
- Moldova
- Mustmätta
- Nüri
- Oandu
- Ojamaa
- Piilse
- Purtse
- Rebu
- Rääsa
- Salaküla
- Satsu
- Savala
- Sirtsi
- Soonurme
- Tarumaa
- Uljaste
- Uniküla
- Vainu
- Vana-Sonda
- Varinurme
- Varja
- Veneoja
- Virunurme
- Voorepera